# Nieśmiertelność (powieść)
Nieśmiertelność (Nesmrtelnost) – siedmioczęściowa powieść Milana Kundery, napisana w roku 1988 (w języku czeskim; późniejsze utwory Kundera pisał po francusku), po raz pierwszy opublikowana w 1990 roku w języku francuskim pt. L’immortalité. Pierwsze polskie wydanie w roku 1995. Jej tematem są rozważania związane z nieśmiertelnością, sposobami, na jakie można przetrwać w ludzkiej pamięci.